# Robin Vanderbemden
Robin Vanderbemden (Seraing, 10 de febrero de 1994) es un deportista belga que compite en atletismo, especialista en las carreras de relevos.
Ganó una medalla de bronce en el Campeonato Mundial de Atletismo de 2019 y tres medallas de bronce en los Relevos Mundiales entre los años 2019 y 2025.
Además, obtuvo una medalla de oro en el Campeonato Europeo de Atletismo de 2024 y una medalla de plata en el Campeonato Europeo de Atletismo en Pista Cubierta de 2017.

## Palmarés internacional
| Campeonato Mundial                   | Campeonato Mundial | Campeonato Mundial | Campeonato Mundial |
| Año                                  | Lugar              | Medalla            | Prueba             |
| ------------------------------------ | ------------------ | ------------------ | ------------------ |
| 2019                                 | Doha (Catar)       | Medalla de bronce  | 4 × 400 m          |
| Relevos Mundiales                    |                    |                    |                    |
| Año                                  | Lugar              | Medalla            | Prueba             |
| 2019                                 | Yokohama (Japón)   | Medalla de bronce  | 4 × 400 m          |
| 2024                                 | Nasáu (Bahamas)    | Medalla de bronce  | 4 × 400 m          |
| 2025                                 | Cantón (China)     | Medalla de plata   | 4 × 400 m          |
| Campeonato Europeo                   |                    |                    |                    |
| Año                                  | Lugar              | Medalla            | Prueba             |
| 2024                                 | Roma (Italia)      | Medalla de oro     | 4 × 400 m          |
| Campeonato Europeo en Pista Cubierta |                    |                    |                    |
| Año                                  | Lugar              | Medalla            | Prueba             |
| 2017                                 | Belgrado (Serbia)  | Medalla de plata   | 4 × 400 m          |